# Callionymus erythraeus
Callionymus erythraeus, tên thông thường là cá đàn lia đầu nhỏ, là một loài cá biển thuộc chi Callionymus trong họ Cá đàn lia. Loài này được mô tả lần đầu tiên vào năm 1934.

## Phân bố và môi trường sống
C. erythraeus được tìm thấy tại Biển Đỏ, vịnh Ba Tư và miền nam Ấn Độ. Loài cá này sống trên đáy cát, bùn ở độ sâu khoảng 10 m trở lại.

## Mô tả
Chiều dài lớn nhất được ghi nhận ở C. delicatulus là khoảng 10 cm.
Số gai ở vây lưng: 4; Số tia vây mềm ở vây lưng: 9; Số gai ở vây hậu môn: 0; Số tia vây mềm ở vây hậu môn: 8.